# BARK

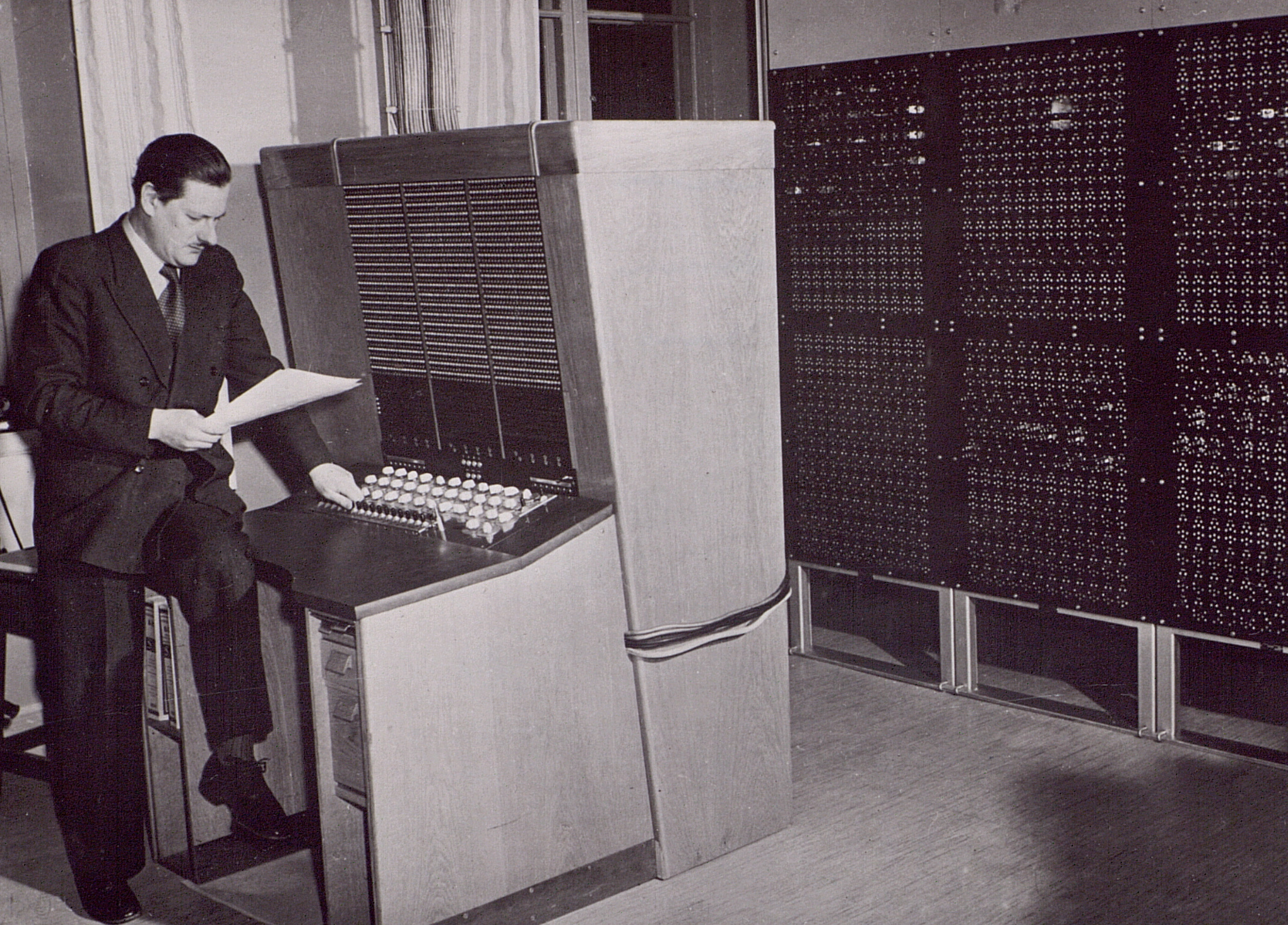
Conny Palm y el BARK.

BARK, acrónimo de Binär Aritmetisk Relä-Kalkylator (Calculadora a Relés de Aritmética Binaria) fue el primer ordenador electromecánico fabricado en Suecia y uno de los primeros del mundo. Se completó en febrero de 1950 con un costo de 400.000 SEK. El BARK fue construido utilizando relés telefónicos estándar, implementando una máquina binaria de 32 bits. Podía efectuar una suma en 150 ms y una multiplicación en 250 ms. Disponía de una memoria con 50 registros y 100 constantes. Más tarde fue expandida doblando su memoria. Howard Aiken declaró en referencia al BARK "Este es el primer ordenador que he visto fuera de Harvard que funciona actualmente".
Fue desarrollada por el Matematikmaskinnämnden (Comité Sueco para la Maquinaria Informática) unos años antes de su sucesor BESK. La máquina utilizaba 8.000 relés telefónicos estándar, 80 km de cable y 175.000 puntos de soldadura. Se puso en producción el 28 de abril de 1950 y dejó de trabajar el 22 de septiembre de 1954. El equipo de ingenieros estaba dirigido por Conny Palm, y estaba compuesto por Harry Freese, Gösta Neovius, Olle Karlqvist, Carl-Erik Fröberg, G. Kellberg, Björn Lind, Arne Lindberger, P. Petersson y Madeline Wallmark.